# La Boissière-du-Doré
La Boissière-du-Doré is een gemeente in het Franse departement Loire-Atlantique (regio Pays de la Loire). De plaats maakt deel uit van het arrondissement Nantes. La Boissière-du-Doré telde op 1 januari 2022 1.114 inwoners.

## Geografie
De oppervlakte van La Boissière-du-Doré bedroeg op 1 januari 2022 9,41 vierkante kilometer; de bevolkingsdichtheid was toen 118,4 inwoners per km².

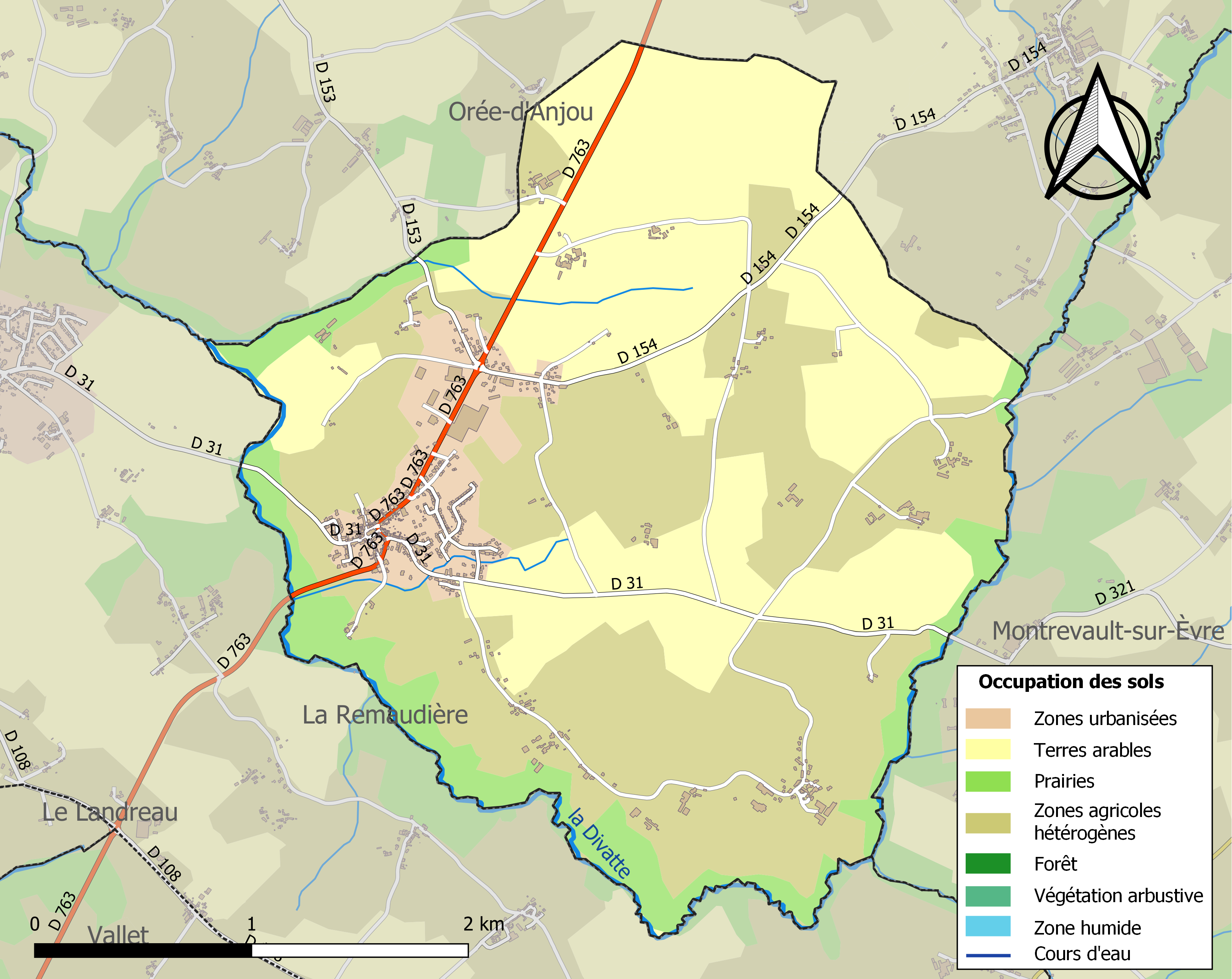
Kaart van de gemeente met de belangrijkste infrastructuur, bodemgebruik en omliggende gemeenten

## Demografie
Onderstaande figuur toont het verloop van het inwonertal (bron: INSEE-tellingen).